# Memmingerberg

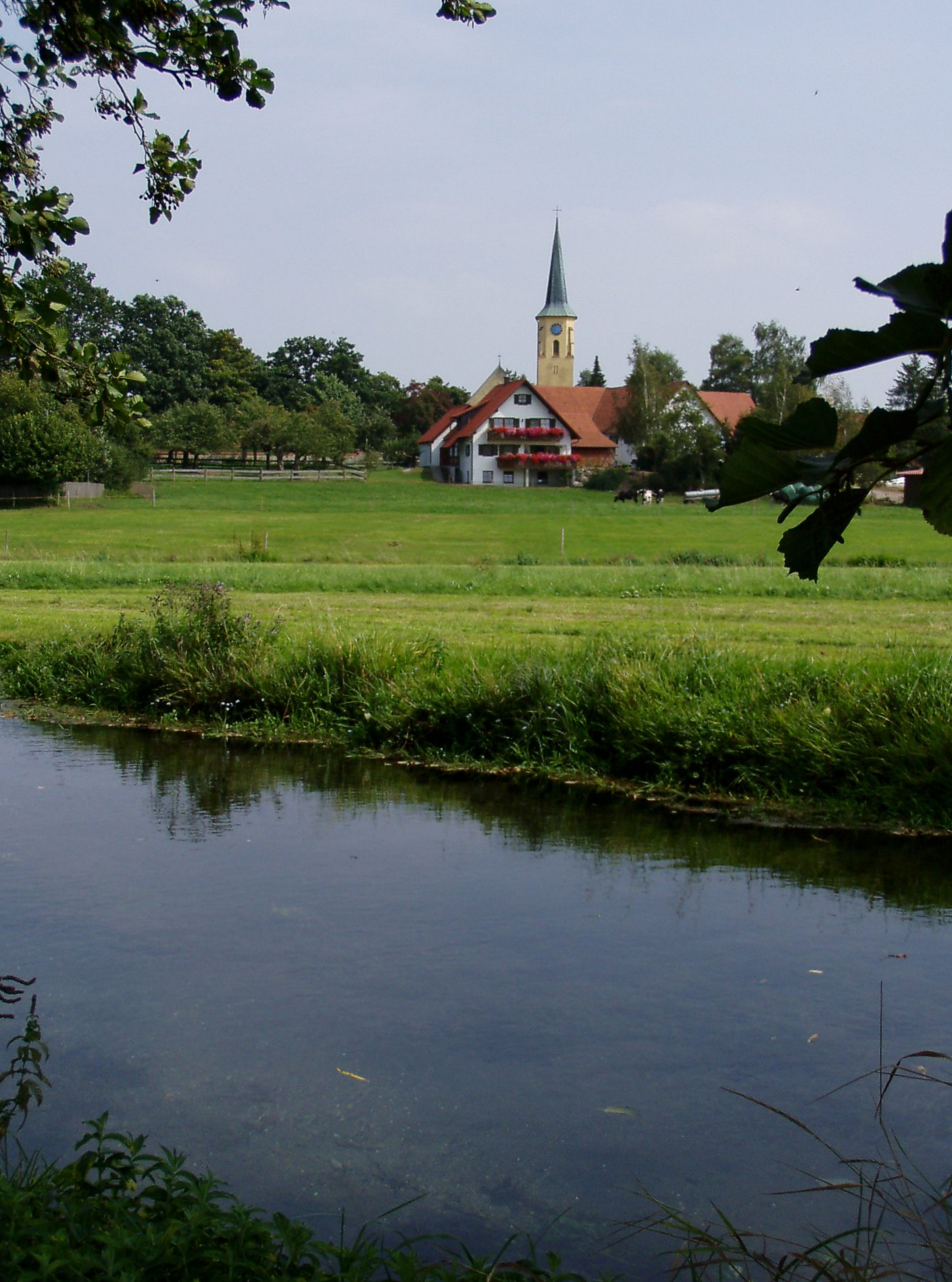
Memmingerberg von Westen

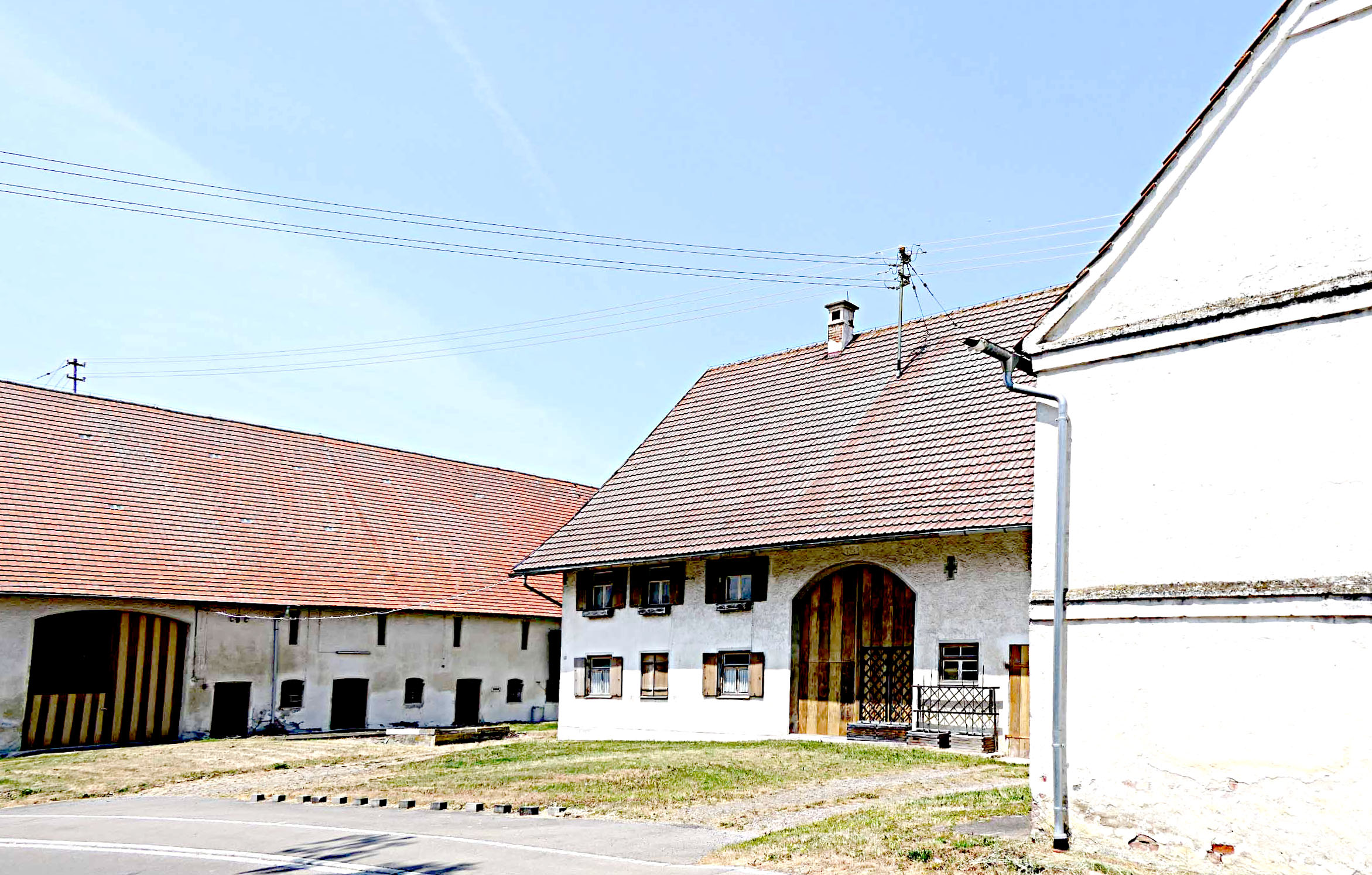
Bauernhof in Memmingerberg

Memmingerberg ist eine Gemeinde im schwäbischen Landkreis Unterallgäu.

## Geografie
Die Gemeinde liegt an der Stadtgrenze von Memmingen in der Region Donau-Iller in Mittelschwaben. Die Höhenlage der Gemeinde beträgt 595 bis 633 m ü. NHN. 
Das Gemeindegebiet besteht nur aus der Gemarkung Memmingerberg. Die Gemeinde hat zwei Gemeindeteile (in Klammern ist der Siedlungstyp angegeben):
- Künersberg (Dorf)
- Memmingerberg (Pfarrdorf)

## Geschichte

### Bis zur Gemeindegründung
Im Jahr 1121 wird Berg erstmals erwähnt, als das Kloster Ottobeuren von Kirchberger Ministerialen drei Höfe erhielt. Der Name Memmingerberg taucht zwar schon 1628 auf, wird aber erst 1838 amtlich eingeführt. Das rote Tatzenkreuz stammt aus dem Wappen von Memmingen und stellt die enge Verbindung zur Reichsstadt dar. Das Patrozinium der Pfarrkirche St. Gordian und Epimachus in Memmingerberg lässt auf eine Gründung des Ortes im 9. bis 10. Jahrhundert schließen. Die beiden Heiligen wurden erst seit dem 9. Jahrhundert im Illergau verehrt und stellen auf eine Tätigkeit des Stiftes Kempten um diese Zeit auf dem heutigen Gemeindegebiet ab. Seit 1320 ist das Heilig-Geist-Spital von Memmingen im Gemeindegebiet begütert. Um 1500 war das Unterhospital von Memmingen größter Grundherr. Die Reichsstadt Memmingen übte seit 1548 die Hochgerichtsbarkeit im Ort aus, die 1749 bestätigt wurde. Der Engelshalskrug steht für den Ort Künersberg, der im Gemeindegebiet liegt. Der in Volkratshofen bei Memmingen geborene, in Wien lebende Bankier Jakob Küner (1697 bis 1764) erwarb 1741 den Ort, dem er seinen Namen gab. Beim Bau seines Herrenhauses entdeckte er dort Erde, die sich für die Herstellung von Porzellan eignete. Er gründete 1745 eine Fayencemanufaktur, die bis 1768 bestand. Künersberger Fayencen zählten zu den besten deutschen Keramiken des 18. Jahrhunderts. Küner erhielt 1746 für den gesamten Schwäbischen Kreis ein kaiserliches Privileg, damit verbunden Zollfreiheit für seine Keramik. Nach seinem Tod und mit dem Bankrott der Familie wurde die Fayencenherstellung in Künersberg eingestellt. Das Unterhospital erwarb 1799 den Ort, der bis zur Säkularisation 1803 in seinem Besitz blieb.
Seit dem Reichsdeputationshauptschluss im Jahr 1803 gehört der Ort zu Bayern. Im Jahr 1818 entstand die politische Gemeinde.

### 20. und 21. Jahrhundert
In den Jahren 1935 und 1936 wurde der Flugplatz in Memmingerberg gebaut. Nach dem Zweiten Weltkrieg wurde das zum Flugplatz gehörende Kasernengelände als Lager für Flüchtlinge und Vertriebene aus den deutschen Ostgebieten und der SBZ verwendet. Die Bundeswehr betrieb ab 1956 bis 2003 den Platz mit dem Jagdbombergeschwader 34 Allgäu. Zuletzt waren dort Tornados stationiert. Der Flughafen firmiert nun unter dem Namen Flughafen Memmingen. Seit dem 5. August 2004 ist dieser für den zivilen Flugbetrieb der allgemeinen Luftfahrt geöffnet.

### Verwaltungsgemeinschaft
Seit der Gemeindegebietsreform 1978 ist die Gemeinde Sitz der Verwaltungsgemeinschaft Memmingerberg.

### Einwohnerentwicklung
| Einwohner | 2740 | 2535 | 2023 | 2108 | 2551 | 2545 | 2582 | 2603 | 2825 | 3156 |

Zwischen 1988 und 2018 wuchs die Gemeinde von 2041 auf 3139 um 1098 Einwohner bzw. um 53,8 % – der höchste prozentuale Zuwachs im Landkreis im genannten Zeitraum.

## Bevölkerung
Mit 95,15 % bilden deutsche Staatsangehörige in Memmingerberg die Mehrheit der Bevölkerung. Eine ausländische Staatsangehörigkeit haben 4,85 % der Bewohner.

## Religion
Nach den Angaben des Zensus 2011 leben im Gemeindegebiet 40,43 % evangelische Christen und 37,74 % römisch-katholische Christen. Bis 2013 ist Mariä Himmelfahrt ein Feiertag gewesen, seit 2014 ist dies in Memmingerberg keiner mehr.

## Politik

### Bürgermeister
Erster Bürgermeister ist seit 2008 Alwin Lichtensteiger (* 1971) (CSU/Bürgerblock).

### Gemeinderat
Die Gemeinderatswahlen seit 2014 ergaben folgende Stimmenanteile und Sitzverteilungen:
| Partei/Liste | 2020  | 2020  | 2014  |
| Partei/Liste | %     | Sitze | Sitze |
| ------------ | ----- | ----- | ----- |
| Bürgerblock  | 58,22 | 9     | 7     |
| CSU          | 41,78 | 7     | 7     |

### Wappen
| Wappen von Memmingerberg | Blasonierung: „Gespalten von Silber und Blau; vorne ein durchgehendes rotes Tatzenkreuz, hinten ein silberner Enghalskrug mit Deckel.“ |
| Wappen von Memmingerberg | Wappenbegründung: Seit 1320 ist in Memmingerberg das Spital Memmingen begütert; seit 1548 (bestätigt 1749) übte die Reichsstadt Memmingen die Hochgerichtsbarkeit im Ort aus. Diese Zugehörigkeit zum Territorium der Reichsstadt Memmingen wurde im Gemeindewappen durch die Übernahme des roten Tatzenkreuzes aus dem Memminger Stadtwappen zum Ausdruck gebracht. Innerhalb der Gemeindeflur liegt der Ort Künersberg, der in seiner Benennung auf Jakob von Küner (1697–1764) zurückgeht, einen aus Volkratshofen stammenden Pfarrerssohn, der in Wien zu einem bedeutenden Bankier aufstieg und in Künersberg eine Fayencefabrik gründete, die von 1745 bis 1768 bestand und deren Produkte heute sehr geschätzt sind. Die Erinnerung an diese Fayencefabrik soll durch den Enghalskrug wachgehalten werden. Die Farbgebung des hinteren Feldes mit Silber – Blau deutet zugleich die Zugehörigkeit zu Bayern seit der Mediatisierung der Reichsstadt Memmingen 1803 an. Das Wappen wurde vom Memminger Heraldiker Uli Braun gestaltet. Das Wappen wurde am 1. Juli 1982 durch Bescheid der Regierung von Schwaben genehmigt. |

### Flagge
Die Flagge ist rot-weiß gestreift mit aufgelegtem Gemeindewappen.

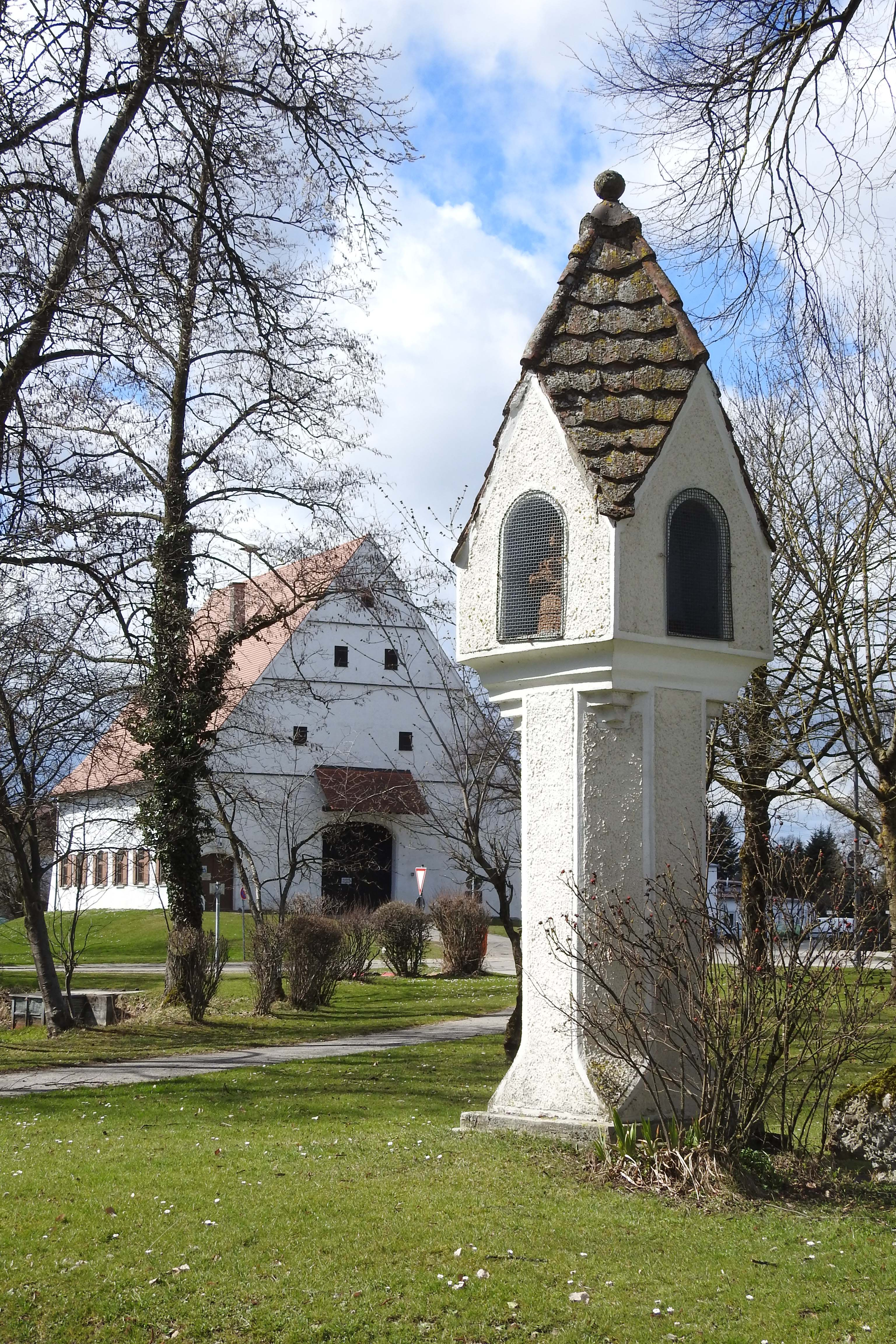
Bildstockpfeiler und Zehentstadel in Memmingerberg

## Wirtschaft und Infrastruktur

### Wirtschaft einschließlich Land- und Forstwirtschaft

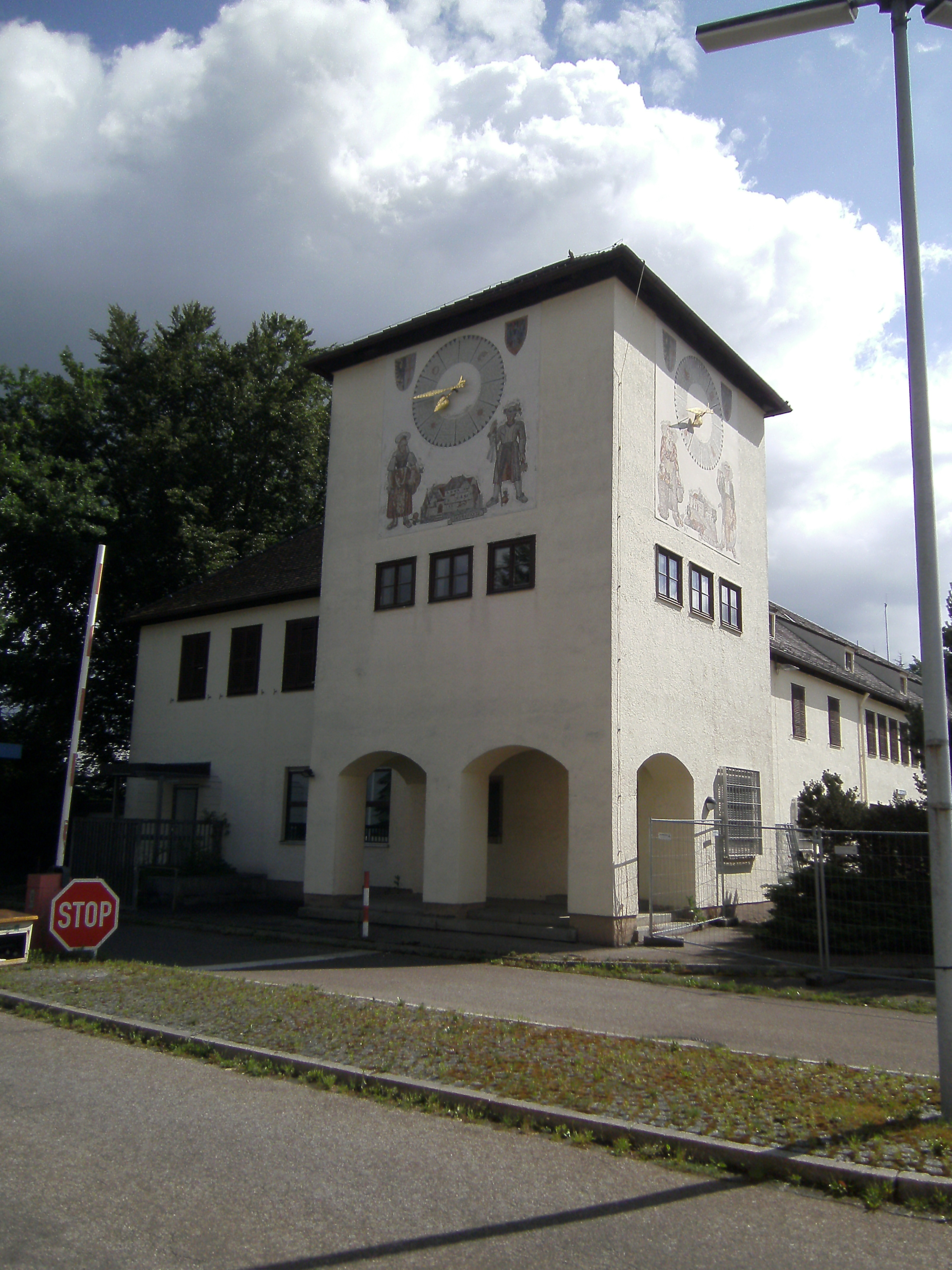
Ehemaliger Fliegerhorst Memmingerberg

Es gab im Jahr 2020 nach der amtlichen Statistik 792 sozialversicherungspflichtig Beschäftigte am Arbeitsort, davon 314 im Bereich Handel und Verkehr. In sonstigen Wirtschaftsbereichen waren am Arbeitsort 337 Personen sozialversicherungspflichtig beschäftigt. Sozialversicherungspflichtig Beschäftigte am Wohnort gab es insgesamt 1505. Im verarbeitenden Gewerbe gab es drei, im Bauhauptgewerbe einen Betrieb. Zudem bestanden im Jahr 2016 neun landwirtschaftliche Betriebe mit einer landwirtschaftlich genutzten Fläche von 323 ha, davon waren 174 ha Ackerfläche und 149 ha Dauergrünfläche.

### Verkehr
Auf der Gemarkung von Memmingerberg befindet sich der Flughafen Memmingen.

### Bildung
Im Jahr 2021 gab es folgende Einrichtungen:
- eine Kindertageseinrichtung: 147 genehmigte Plätze mit 129 betreuten Kindern
- zwei Volksschulen: 32 Lehrkräfte und 482 Schülerinnen und Schüler

## Söhne und Töchter des Ortes
- Daniel Elsner (* 1979), Tennisspieler